# Dialogue territorial
 (octobre 2024).
Si vous disposez d'ouvrages ou d'articles de référence ou si vous connaissez des sites web de qualité traitant du thème abordé ici, merci de compléter l'article en donnant les références utiles à sa vérifiabilité et en les liant à la section « Notes et références ».
Le dialogue territorial est un ensemble de pratiques de concertation, médiation et négociation portant sur des questions environnementales et territoriales.

## Définition
« Dialogue territorial » est une expression qui qualifie les pratiques de concertation et de médiation environnementale attachées à la résolution de conflits, à l'élaboration d'accords ou à la mise en place de processus de participation portant sur la gestion du territoire et sur l'environnement. 
Le terme de dialogue renvoie à la confrontation d'intérêts et de représentations portées par différents acteurs du territoire : usagers, gestionnaires, propriétaires, aménageurs, entrepreneurs, élus, etc. La notion de concertation est utilisée ici dans son acception forte : il s'agit non seulement de débattre, mais de rechercher un accord - ou compromis - acceptable par toutes les parties en présence et qui est généralement formalisé dans une charte, une proposition, une convention, voire une décision si les parties en présence disposent d'un pouvoir décisionnaire. La médiation se distingue de la concertation car elle fait intervenir un tiers, extérieur et neutre, dont le but est de faciliter le dialogue. 
Le territoire est compris comme support d'activités et lieu de vie. Les pratiques de dialogue territorial se distinguent des pratiques de concertation et de médiation mises en place dans d'autres champs car elles font intervenir divers groupes d'acteurs représentés par des organisations collectives (agriculteurs, chasseurs, écologistes, etc), des populations non organisées (randonneurs, pratiquants de sports de pleine nature...) ainsi que des entreprises, des collectivités territoriales, des administrations publiques et des habitants. Le nombre de protagonistes et l'étendue des zones concernées posent aux animateurs du dialogue territorial des problèmes spécifiques de méthode : identification de porte-parole légitimes, conduite de débats, recherche de consensus, expression des minorités, etc.

## Exemples de processus de dialogue territorial
- les Schémas d'aménagement et de gestion des eaux (SAGE) en sont un exemple. Créés par la loi sur l'eau de 1992 ils définissent des principes de gestion collective des ressources en eau au terme d'un processus de concertation réunissant collectivités territoriales, administrations publiques, organisations professionnelles et associations (pêche, protection de la nature, etc.)

- Les Chartes paysagères peuvent faire l'objet d'un processus de concertation entre individus et groupes d'intérêts résidant ou exerçant leur activité sur un même territoire.

- Les schémas départementaux d'accueil des Gens du Voyage. Institués par l'article 28 de la loi Besson I, de 1990, renforcés par la loi du 5 juillet 2000, ils cadrent l'intervention de l'état et des départements. L'élaboration ou la révision des schémas départementaux nécessitent la mise en place de processus de dialogue territorial visant à associer en amont de tout projet les collectivités, administrations d'état, associations spécialisés. Ces processus sont le plus souvent animés par des bureaux d'étude spécialisés en science sociale et accueil des gens du voyage dans le but de crédibiliser leur approche auprès de l'ensemble des acteurs institutionnels et politiques.